# Burg Krenkingen

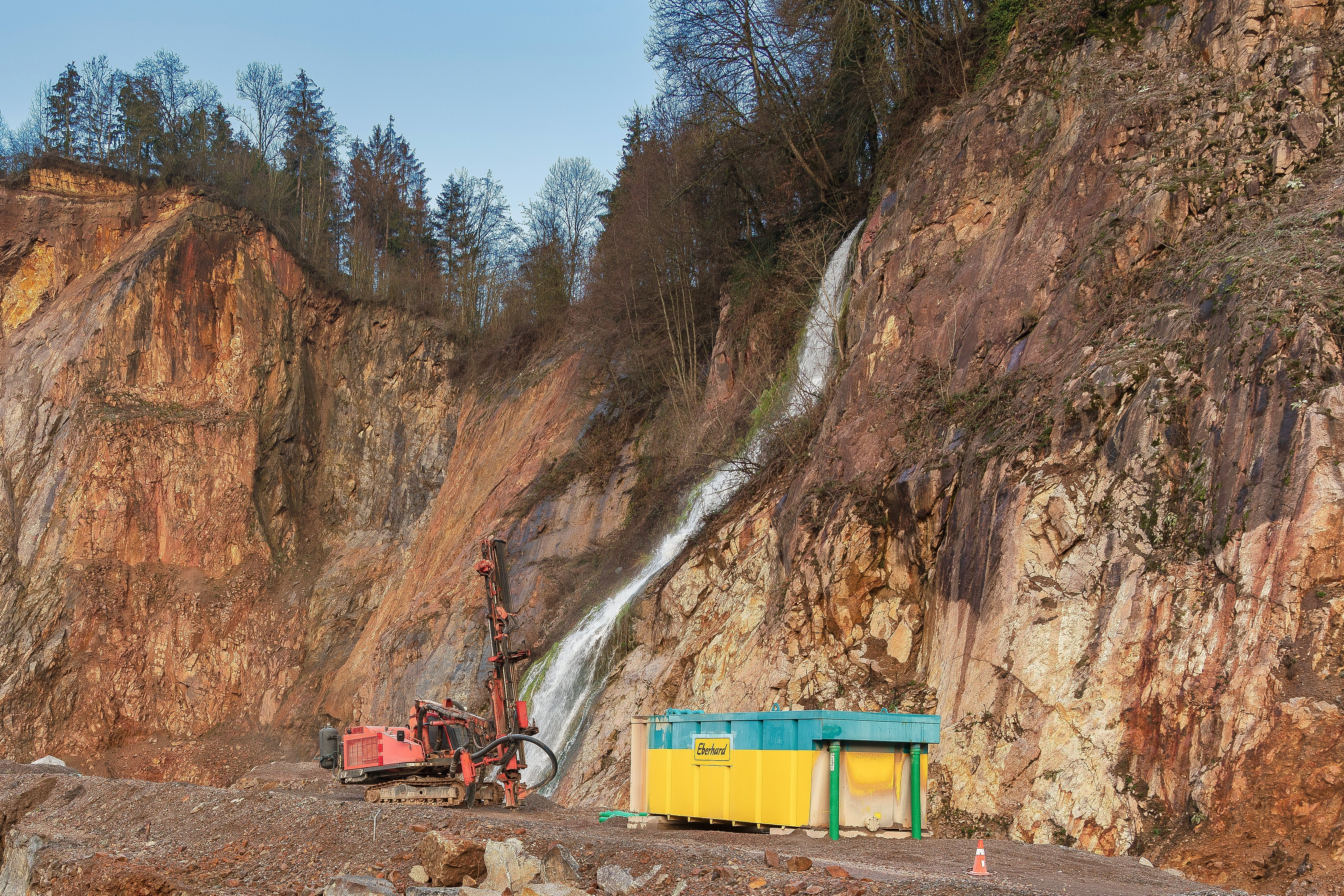
Der Krebsbach Wasserfall an der Abbruchkante im Porphyrwerk Detzeln unterhalb der ehemaligen Burgen Altkrenkingen und Krenkingen auf Ühlinger Gemarkung

Die Burg Krenkingen ist eine abgegangene Höhenburg auf einem 634 m ü. NHN hohen Bergsporn aus Granitporphyr im Steinatal etwa 100 Meter südlich der Burg Altkrenkingen unterhalb von Krenkingen, einem heutigen Stadtteil von Waldshut-Tiengen im Landkreis Waldshut in Baden-Württemberg.
Die Burg wurde in der zweiten Hälfte des 12. Jahrhunderts von den Freiherren von Krenkingen erbaut. Von der ehemaligen Burganlage, bei der es sich um eine Turmburg gehandelt haben könnte, ist noch der Burghügel und der Halsgraben erkennbar. 1361 wurde die Burg zerstört und der Burgstall von den Herren von Krenkingen, wie auch die Burgen Neukrenkingen und Altkrenkingen an die Herren von Hohenfels verpfändet.
Der Burgenforscher Heinz Voellner stellte eine Mauerlänge von 70 m fest und vergleicht sie in der Größe mit der Küssaburg (vor deren Ausbau zur Festung). Ein Burgweg führte aus dem Steinatal um den Felsen auf die Burg.

## Geschichte
Die Krenkinger waren einst ein bedeutendes Adelsgeschlecht; sie gelten als Begründer der Stadt Tiengen, und Erbauer des „Alten Turms“ des Schlosses Tiengen. Bekannte Familienmitglieder waren Diethelm von Krenkingen und Martin von Weißenburg.